# Wilhelm Bergmann (Ingenieur)
Wilhelm Bergmann (* 20. April 1869 in Sankt Andreasberg; † 13. April 1949 in Neuölsburg) war ein deutscher Ingenieur und Unternehmer, der als Direktor und später als Generaldirektor die Aktiengesellschaft Ilseder Hütte leitete. Zuletzt war er technischer Leiter sämtlicher Ilseder Hüttenwerke in Peine.

## Leben
Nach dem Besuch des Gymnasiums in Clausthal absolvierte er eine praktische Ausbildung als Bergbaubeflissener im preußischen Staatsdienst. Er studierte an der Universität Leipzig, an der Bergakademie Clausthal und an der Bergakademie Berlin. 1893 wurde er zum Bergreferendar ernannt. Nach zwei Jahren schied Wilhelm Bergmann aus dem preußischen Staatsdienst aus, um als Bergingenieur in der Wirtschaft zu arbeiten. Im Jahre 1907 wurde er Vorstandsmitglied auf der Ilseder Hütte. Daneben wurde Wilhelm Bergmann Mitglied von Vorständen und Ausschüssen verschiedener berg- und hüttmännischer sowie geologischer Vereine in Deutschland.
Zu den repräsentativen Aufgaben Bergmanns gehörte beispielsweise im Jahre 1908 der Empfang des preußischen Staatsministers Clemens Delbrück auf dem Bahnhof Groß Ilsede anlässlich der Feier des 50-jährigen Bestehens der Peine-Ilseder Eisenbahn.

## Familie
Wilhelm Bergmann heiratete Luise geborene Redepfennig.

## Ehrungen
- Ehrenbürgerwürde der Bergstadt Sankt Andreasberg im Harz
- Benennung der Hauptstraße in Sankt Andreasberg nach Wilhelm Bergmann (Dr.-Willi-Bergmann-Straße)
- Nachträgliche Zuerkennung des akademischen Grads eines Diplom-Ingenieurs durch die Bergakademie Clausthal
- Ehrensenator der Technischen Hochschule Braunschweig